# Albo d'oro della Coppa di Francia
La tabella sottostante riporta lo storico delle finali della Coppa di Francia di calcio.
Nei casi in cui siano indicate due partite di finale per la stessa edizione, la seconda è una ripetizione della prima terminata in parità.
Tutte le finali terminate in parità alle quali abbia fatto seguito la ripetizione sono finite ai tempi supplementari, senza eccezione alcuna.
Per le finali spareggiate tramite i calci di rigore si indicano solo i marcatori eventuali fino a tutti i tempi supplementari.

## Elenco delle finali
| Edizione | Vincitore                                         | Data                                              | Incontro                                          | Marcatori                                                                             |
| -------- | ------------------------------------------------- | ------------------------------------------------- | ------------------------------------------------- | ------------------------------------------------------------------------------------- |
| 1917-18  | Olympique Pantin                                  | 5 maggio 1918                                     | Olympique Pantin — FC Lyon 3-0                    | Fievet (2), Darques                                                                   |
| 1918-19  | CASG                                              | 6 aprile 1919                                     | CASG — O. Parigi 3-2                              | Devic, Darques, Dewaquez, Hatzfeld (2)                                                |
| 1919-20  | CA Paris                                          | 9 maggio 1920                                     | CA Paris — Le Havre 2-1                           | Thorel, Bard (2)                                                                      |
| 1920-21  | Red Star                                          | 24 aprile 1921                                    | Red Star — O. Parigi 2-1                          | Claver, Naudin, Landauer                                                              |
| 1921-22  | Red Star                                          | 7 maggio 1922                                     | Red Star — Rennes 2-0                             | Nicolas, Sentubéry                                                                    |
| 1922-23  | Red Star                                          | 6 maggio 1923                                     | Red Star — Sète 4-2                               | Naudin (2), Cordon, Cornelius, Joyaut, Kramer                                         |
| 1923-24  | Olympique Marsiglia                               | 13 aprile 1924                                    | Olympique Marsiglia — Sète 3-2 d.t.s.             | Crut (2), Cazal, Boyer, Torta                                                         |
| 1924-25  | CASG                                              | 26 aprile 1925                                    | CASG — Rouen 1-1                                  | Boulanger, Auger                                                                      |
| 1924-25  | CASG                                              | 10 maggio 1925                                    | CASG — Rouen 3-2                                  | —                                                                                     |
| 1925-26  | Olympique Marsiglia                               | 9 maggio 1926                                     | Olympique Marsiglia — Valentigney 4-1             | Dewaquez (2), De Ruymbecke, Boyer, Chavey                                             |
| 1926-27  | Olympique Marsiglia                               | 6 maggio 1927                                     | Olympique Marsiglia — Quevilly-Rouen 3-0          | Durand, Gallay, Dewaquez                                                              |
| 1927-28  | Red Star                                          | 6 maggio 1928                                     | Red Star — CA Paris 4-2                           | Wartel, Lund, Bertrand, Brouzes                                                       |
| 1928-29  | Montpellier                                       | 5 maggio 1929                                     | Montpellier — Sète 2-0                            | A. Kramer, E. Kramer                                                                  |
| 1929-30  | Sète                                              | 27 aprile 1930                                    | Sète — RC France 3-1 d.t.s.                       | Lhottka, Friedman, Bek (2)                                                            |
| 1930-31  | Club Français                                     | 3 maggio 1931                                     | Club Français — Montpellier 2-1                   | Boros, Parker, Mercier                                                                |
| 1931-32  | Cannes                                            | 24 aprile 1932                                    | Cannes — Roubaix 1-0                              | Cler                                                                                  |
| 1932-33  | Excelsior Roubaix                                 | 7 maggio 1933                                     | Excelsior Roubaix — Roubaix 3-1                   | Langiller, Bugé, van Caeneghem, van Vooren                                            |
| 1933-34  | Sète                                              | 6 maggio 1934                                     | Sète — Olympique Marsiglia 2-1                    | Zermani, Lukácks (2)                                                                  |
| 1934-35  | Olympique Marsiglia                               | 5 maggio 1935                                     | Olympique Marsiglia — Rennes 3-0                  | Roviglione, Kohut, Laurent                                                            |
| 1935-36  | RC Paris                                          | 3 maggio 1936                                     | RC Paris — Charleville 1-0                        | Couhard                                                                               |
| 1936-37  | Sochaux                                           | 9 maggio 1937                                     | Sochaux — Strasburgo 3-1                          | Rohr, Lauri, Williams                                                                 |
| 1937-38  | Olympique Marsiglia                               | 8 maggio 1938                                     | Olympique Marsiglia — Metz 2-1 d.t.s.             | Kohut, Rohrbacher, Aznar                                                              |
| 1938-39  | RC Paris                                          | 14 maggio 1939                                    | RC Paris — Lilla 3-1                              | Perez, Kalocsai, Veinante, Mathé                                                      |
| 1939-40  | RC Paris                                          | 5 maggio 1940                                     | RC Paris — Olympique Marsiglia 2-1                | Perez, Roulier, Mathé                                                                 |
| 1940-41  | Bordeaux                                          | 18 maggio 1941                                    | Bordeaux — Tolosa 3-1                             | Pruvot, Dolly (2), Arnaudeau                                                          |
| 1941-42  | Red Star                                          | 12 aprile 1942                                    | Red Star — Stade Reims 1-0                        | Simonyi                                                                               |
| 1942-43  | Olympique Marsiglia                               | 9 maggio 1943                                     | Olympique Marsiglia — Bordeaux 2-2                | Pironti, Robin, Patron, Persillon                                                     |
| 1942-43  | Olympique Marsiglia                               | 22 maggio 1943                                    | Olympique Marsiglia — Bordeaux 4-0                | Aznar (2), Dard, Pironti                                                              |
| 1943-44  | ÉF Nancy-Lorraine                                 | 7 maggio 1944                                     | ÉF Nancy-Lorraine — ÉF Reims-Champagne 4-0        | Parmeggiani, Poblomme (2), Jacques                                                    |
| 1944-45  | RC Paris                                          | 6 maggio 1945                                     | RC Paris — Lilla 3-0                              | Philippot, Ponsetti, Heisserer                                                        |
| 1945-46  | Lilla                                             | 26 maggio 1946                                    | Lilla — Red Star 4-2                              | Tempowski, Bihel, Moulet, Vandooren (2), Leduc                                        |
| 1946-47  | Lilla                                             | 11 maggio 1947                                    | Lilla — Strasburgo 2-0                            | Vandooren, Lang                                                                       |
| 1947-48  | Lilla                                             | 10 maggio 1948                                    | Lilla — Lens 3-2                                  | Vandooren, Stanis (2), Baratte (2)                                                    |
| 1948-49  | RC Paris                                          | 8 maggio 1949                                     | RC Paris — Lilla 5-2                              | Gabet (2), Quenolle, Vaast, Jadrejak, Lechantre, Strappe                              |
| 1949-50  | Stade Reims                                       | 14 maggio 1950                                    | Stade Reims — RC Paris 2-0                        | Meano, Petitfils                                                                      |
| 1950-51  | Strasburgo                                        | 14 maggio 1951                                    | Strasburgo — Valenciennes 3-0                     | Bihel, Krug, Nagy                                                                     |
| 1951-52  | Nizza                                             | 4 maggio 1952                                     | Nizza — Bordeaux 5-3                              | Nurenberg, Baillot (2), Carniglia, Belver, Kargu, Ben Tifour, Césari                  |
| 1952-53  | Lilla                                             | 31 maggio 1953                                    | Lilla — Nancy 2-1                                 | Vincent, Belaid, Lefèvre                                                              |
| 1953-54  | Nizza                                             | 4 maggio 1954                                     | Nizza — Olympique Marsiglia 2-1                   | Nurenberg, Carniglia, Andersson                                                       |
| 1954-55  | Lilla                                             | 29 maggio 1955                                    | Lilla — Bordeaux 5-2                              | Vincent, Douis (2), Bourbotte (2), Wozniesko, Skander                                 |
| 1955-56  | Sedan-Torcy                                       | 27 maggio 1956                                    | Sedan-Torcy Troyes 3-1                            | Cuenca, Thuane, Tillon, De Vlaeminck                                                  |
| 1956-57  | Tolosa                                            | 26 maggio 1957                                    | Tolosa — Angers 6-3                               | Dereuddre (2), Bouchouk, Biancheri, Bocchi, Boucher, Di Loreto, Bourrigault, Brahimik |
| 1957-58  | Stade Reims                                       | 18 maggio 1958                                    | Stade Reims — Nîmes 2-0                           | Bliard (2), Mazzouz, Fontaine                                                         |
| 1958-59  | Le Havre                                          | 3 maggio 1959                                     | Le Havre — Sochaux 2-2                            | Ferrari, Eloy, Gardien, Bouchache                                                     |
| 1958-59  | Le Havre                                          | 18 maggio 1959                                    | Le Havre — Sochaux 3-0                            | Meyer, N'Doumbé, Navarro                                                              |
| 1959-60  | Monaco                                            | 15 maggio 1960                                    | Monaco — Saint-Étienne 4-2 d.t.s.                 | Roy (2), Liron, Domingo, Blancheri, Ludo                                              |
| 1960-61  | Sedan-Torcy                                       | 15 maggio 1961                                    | Sedan-Torcy — Nîmes 3-1                           | Fulgenzi, Brény, Salem, Constantino                                                   |
| 1961-62  | Saint-Étienne                                     | 13 maggio 1962                                    | Saint-Étienne — Nancy 1-0                         | Baulu                                                                                 |
| 1962-63  | Monaco                                            | 13 maggio 1963                                    | Monaco — Olympique Lione 0-0                      | —                                                                                     |
| 1962-63  | Monaco                                            | 23 maggio 1963                                    | Monaco — Olympique Lione 2-0                      | Cossou, Casolari                                                                      |
| 1963-64  | Olympique Lione                                   | 10 maggio 1964                                    | Olympique Lione — Bordeaux 2-0                    | Combin (2)                                                                            |
| 1964-65  | Rennes                                            | 23 maggio 1965                                    | Rennes — Sedan-Torcy 2-2                          | Marie, Perrin, Ascensio, Rodighiero                                                   |
| 1964-65  | Rennes                                            | 26 maggio 1965                                    | Rennes — Sedan-Torcy 3-1                          | Herbet, Rodighiero (2), Loncle                                                        |
| 1965-66  | Strasburgo                                        | 22 maggio 1966                                    | Strasburgo — Nantes 1-0                           | Sbaïz                                                                                 |
| 1966-67  | Olympique Lione                                   | 21 maggio 1967                                    | Olympique Lione — Sochaux 3-1                     | Rambert, Leclerc, Perrin, Di Nallo                                                    |
| 1967-68  | Saint-Étienne                                     | 12 maggio 1968                                    | Saint-Étienne — Bordeaux 2-1                      | Wojciak, Mekhloufi (2)                                                                |
| 1968-69  | Olympique Marsiglia                               | 18 maggio 1969                                    | Olympique Marsiglia — Bordeaux 2-0                | G. Papin (a), Joseph                                                                  |
| 1969-70  | Saint-Étienne                                     | 31 maggio 1970                                    | Saint-Étienne — Nantes 5-0                        | Parizon, Béréta, Herbin, H. Revelli (2)                                               |
| 1970-71  | Rennes                                            | 20 giugno 1971                                    | Rennes — Olympique Lione 1-0                      | Guy                                                                                   |
| 1971-72  | Olympique Marsiglia                               | 4 giugno 1972                                     | Olympique Marsiglia — Bastia 2-1                  | Couécou, Skoblar, Franceschetti                                                       |
| 1972-73  | Olympique Lione                                   | 17 giugno 1973                                    | Olympique Lione — Nantes 2-1                      | Trivić, B. Lacombe, Couécou                                                           |
| 1973-74  | Saint-Étienne                                     | 8 giugno 1974                                     | Saint-Étienne — Monaco 2-1                        | Synaeghel, Merchadier, Onnis                                                          |
| 1974-75  | Saint-Étienne                                     | 8 giugno 1975                                     | Saint-Étienne — Lens 2-0                          | Piazza, Larqué                                                                        |
| 1975-76  | Olympique Marsiglia                               | 23 giugno 1976                                    | Olympique Marsiglia — Olympique Lione 2-0         | Nougues, Boubacar                                                                     |
| 1976-77  | Saint-Étienne                                     | 18 giugno 1977                                    | Saint-Étienne — Stade Reims 2-1                   | Santamaría, Bathenay, Merchadier                                                      |
| 1977-78  | Nancy                                             | 13 maggio 1978                                    | Nancy — Nizza 1-0                                 | Platini                                                                               |
| 1978-79  | Nantes                                            | 16 giugno 1979                                    | Nantes — Auxerre 4-1 d.t.s.                       | Pécout (3), Mesones, Muller                                                           |
| 1979-80  | Monaco                                            | 7 giugno 1980                                     | Monaco — Orléans 3-1                              | Marette, Marette (a), Emon, Onnis                                                     |
| 1980-81  | Bastia                                            | 13 giugno 1981                                    | Bastia — Saint-Étienne 2-1                        | Marcialis, Milla, Santini                                                             |
| 1981-82  | Paris Saint-Germain                               | 15 maggio 1982                                    | Paris Saint-Germain — Saint-Étienne 6-5 d.c.r.    | Toko, Rocheteau, Platini (2)                                                          |
| 1982-83  | Paris Saint-Germain                               | 11 giugno 1983                                    | Paris Saint-Germain — Nantes 3-2                  | Zaremba, Baronchelli, Touré, Sušic, Toko                                              |
| 1983-84  | Metz                                              | 11 maggio 1984                                    | Metz — Monaco 2-0 d.t.s.                          | Hinschberger, Kurbos                                                                  |
| 1984-85  | Monaco                                            | 11 maggio 1985                                    | Monaco — Paris Saint-Germain 1-0                  | Genghini                                                                              |
| 1985-86  | Bordeaux                                          | 30 aprile 1986                                    | Bordeaux — Olympique Marsiglia 2-1 d.t.s.         | Diallo, Tigana, Giresse                                                               |
| 1986-87  | Bordeaux                                          | 10 giugno 1987                                    | Bordeaux — Olympique Marsiglia 2-0                | Fargeon, Zlatko Vujović                                                               |
| 1987-88  | Metz                                              | 11 maggio 1988                                    | Metz — Sochaux 5-4 d.c.r.                         | Paille, Black                                                                         |
| 1988-89  | Olympique Marsiglia                               | 10 giugno 1989                                    | Olympique Marsiglia — Monaco 4-3                  | J.P. Papin (3), Allofs, Dib (2), Amoros                                               |
| 1989-90  | Montpellier                                       | 2 giugno 1990                                     | Montpellier — Racing Paris 1 2-1 d.t.s.           | Blanc, Ferahoui, Ginola                                                               |
| 1990-91  | Monaco                                            | 8 giugno 1991                                     | Monaco — Olympique Marsiglia 1-0                  | Passi                                                                                 |
| 1991-92  | Non assegnata a seguito della tragedia di Furiani | Non assegnata a seguito della tragedia di Furiani | Non assegnata a seguito della tragedia di Furiani | Non assegnata a seguito della tragedia di Furiani                                     |
| 1992-93  | Paris Saint-Germain                               | 12 giugno 1993                                    | Paris Saint-Germain — Nantes 3-0                  | Kombouaré, Ginola, Roche                                                              |
| 1993-94  | Auxerre                                           | 14 maggio 1994                                    | Auxerre — Montpellier 3-0                         | Saib, Baticle, Martins                                                                |
| 1994-95  | Paris Saint-Germain                               | 13 maggio 1995                                    | Paris Saint-Germain — Strasburgo 1-0              | Le Guen                                                                               |
| 1995-96  | Auxerre                                           | 4 maggio 1996                                     | Auxerre — Nîmes 2-1                               | Bebey, Blanc, Laslandes                                                               |
| 1996-97  | Nizza                                             | 10 maggio 1997                                    | Nizza — Guingamp 4-3 d.c.r.                       | Salimi, Laspalles                                                                     |
| 1997-98  | Paris Saint-Germain                               | 2 maggio 1998                                     | Paris Saint-Germain — Lens 2-1                    | Raí, Simone, Šmicer                                                                   |
| 1998-99  | Nantes                                            | 15 maggio 1999                                    | Nantes — Sedan 1-0                                | Monterrubio                                                                           |
| 1999-00  | Nantes                                            | 7 maggio 2000                                     | Nantes — Calais RUFC 2-1                          | Dutitre, Sibierski, Cavéglia                                                          |
| 2000-01  | Strasburgo                                        | 26 maggio 2001                                    | Strasburgo — Amiens 5-4 d.c.r.                    | —                                                                                     |
| 2001-02  | Lorient                                           | 11 maggio 2002                                    | Lorient — Bastia 1-0                              | Darcheville                                                                           |
| 2002-03  | Auxerre                                           | 31 maggio 2003                                    | Auxerre — Paris Saint-Germain 2-1                 | Leal, Cissé, Boumsong                                                                 |
| 2003-04  | Paris Saint-Germain                               | 29 maggio 2004                                    | Paris Saint-Germain — Châteauroux 1-0             | Pauleta                                                                               |
| 2004-05  | Auxerre                                           | 4 giugno 2005                                     | Auxerre — Sedan 2-1                               | Benjani, Noro, Kalou                                                                  |
| 2005-06  | Paris Saint-Germain                               | 29 aprile 2006                                    | Paris Saint-Germain — Olympique Marsiglia 2-1     | Kalou, Dhorasoo, Maoulida                                                             |
| 2006-07  | Sochaux                                           | 12 maggio 2007                                    | Sochaux — Olympique Marsiglia 5-4 d.c.r.          | Cissé (2), Dagano, Le Tallec                                                          |
| 2007-08  | Olympique Lione                                   | 25 maggio 2008                                    | Olympique Lione — Paris Saint-Germain 1-0 d.t.s.  | Govou                                                                                 |
| 2008-09  | Guingamp                                          | 9 maggio 2009                                     | Guingamp — Rennes 2-1                             | Bocanegra, Eduardo (2)                                                                |
| 2009-10  | Paris Saint-Germain                               | 1º maggio 2010                                    | Paris Saint-Germain — Monaco 1-0 d.t.s.           | Hoarau                                                                                |
| 2010-11  | Lilla                                             | 14 maggio 2011                                    | Lilla — Paris Saint-Germain 1-0                   | Obraniak                                                                              |
| 2011-12  | Olympique Lione                                   | 28 aprile 2012                                    | Olympique Lione — Quevilly-Rouen 1-0              | López                                                                                 |
| 2012-13  | Bordeaux                                          | 31 maggio 2013                                    | Bordeaux — Évian TG 3-2                           | Diabaté (2), Sagbo, Saivet, Dja Djédjé                                                |
| 2013-14  | Guingamp                                          | 3 maggio 2014                                     | Guingamp — Rennes 2-0                             | Martins Pereira, Yatabaré                                                             |
| 2014-15  | Paris Saint-Germain                               | 30 maggio 2015                                    | Paris Saint-Germain — Auxerre 1-0                 | Cavani                                                                                |
| 2015-16  | Paris Saint-Germain                               | 21 maggio 2016                                    | Paris Saint-Germain — Olympique Marsiglia 4-2     | Matuidi, Thauvin, Ibrahimović (2), Cavani, Batshuayi                                  |
| 2016-17  | Paris Saint-Germain                               | 27 maggio 2017                                    | Paris Saint-Germain — Angers 1-0                  | Cissokho (a)                                                                          |
| 2017-18  | Paris Saint-Germain                               | 8 maggio 2018                                     | Paris Saint-Germain — Les Herbiers 2-0            | Lo Celso, Cavani                                                                      |
| 2018-19  | Rennes                                            | 27 aprile 2019                                    | Rennes — Paris Saint-Germain 8-7 d.c.r.           | Dani Alves, Neymar, Kimpembe (A), Mexer                                               |
| 2019-20  | Paris Saint-Germain                               | 24 luglio 2020                                    | Paris Saint-Germain — Saint-Étienne 1-0           | Neymar                                                                                |
| 2020-21  | Paris Saint-Germain                               | 19 maggio 2021                                    | Paris Saint-Germain — Monaco 2-0                  | Icardi, Mbappé                                                                        |
| 2021-22  | Nantes                                            | 7 maggio 2022                                     | Nantes — Nizza 1-0                                | Blas                                                                                  |
| 2022-23  | Tolosa                                            | 29 aprile 2023                                    | Tolosa — Nantes 5-1                               | Aboukhlal, Blas, Costa (2), Dallinga (2)                                              |
| 2023-24  | Paris Saint-Germain                               | 25 maggio 2024                                    | Paris Saint-Germain — Olympique Lione 2-1         | Dembélé, Ruiz, O'Brien                                                                |
| 2024-25  | Paris Saint-Germain                               | 24 maggio 2025                                    | Paris Saint-Germain — Stade Reims 3-0             | Barcola (2), Hakimi                                                                   |